# Museu de via estreita (Rússia)
Museu ferroviário de Pereslavl-Zalessky (em russo:  Переславский железнодорожный музей) é um museu ferroviário privado, dedicado a vias estreitas, localizado perto da cidade de Pereslavl-Zalessky (Rússia). Em base de via estreita velha (a via existente é de 2 km) fica exposição de técnicas russas e estrangeiras. O museu é conhecido como lugar popular de lazer cultural para habitantes de Moscovo.  